# Флаг Снегирей
Флаг муниципального образования городское поселение Снегири́ Истринского муниципального района Московской области Российской Федерации — опознавательно-правовой знак, служащий официальным символом муниципального образования.
Флаг утверждён 15 декабря 2011 года и внесён в Государственный геральдический регистр Российской Федерации с присвоением регистрационного номера 7572.

## Описание
«Прямоугольное двустороннее белое полотнище с отношением ширины к длине 2:3, несущее голубой, окантованный снизу в два ряда — жёлтым (внутри) и красным цветами, равносторонний треугольник в 1/5 полотнища, основание которого совпадает с верхней стороной полотнища; ниже треугольника воспроизведены чёрно-серо-красные с жёлтыми деталями два снегиря, а на треугольнике, вплотную к краю полотнища — жёлтое солнце».

## Обоснование символики
Появление посёлка Снегири связано с дачным строительством. В 1903 году, для удобства отдыхающих, на Московско-Виндаво-Рыбинской железной дороге была открыта станция Снегири, а уже спустя полвека Снегири получили статус посёлка городского типа. Предположительно название Снегири было принято как красивое и созвучное месту, как будто созданному для отдыха на природе. Изображение двух снегирей на флаге городского поселения указывает на название Снегири и делает композицию флага гласной.
Жёлтая и красная кайма аллегорически говорит о событиях Великой Отечественной войны. В декабре 1941 года в Снегирях проходил рубеж, где были остановлены наступавшие на Москву немецкие войска.
Использование на флаге части солнца, заимствованного из флага Истринского муниципального района, символизирует неразрывную историческую связь городского поселения и района.
Жёлтый цвет (золото) — символ урожая, богатства, стабильности, уважения и интеллекта.
Белый цвет (серебро) — символ чистоты, совершенства, мира и взаимопонимания.
Красный цвет — символ мужества, силы, красоты, труда, праздника.
Голубой цвет (лазурь) — символ чести, благородства, духовности, возвышенных устремлений.